# Stefano Fiore
Stefano Fiore (ur. 17 kwietnia 1975 w Cosenzy) – włoski piłkarz grający na pozycji wysuniętego pomocnika.

## Kariera piłkarska
Jest wychowankiem włoskiej Cosenzy.
W 1994 roku został piłkarzem Parmy, której barwy (z krótkimi przerwami) reprezentował przez pięć lat, zdobywając w tym czasie dwa Puchary UEFA, Puchar i Superpuchar Włoch. Latem 1999 roku został piłkarzem Udinese, dołączając do zespołu, w ramach wymiany za Stephena Appiaha i Marcio Amoroso. W 2001 został nowym piłkarzem stołecznego Lazio, wybranym na zastępcę odchodzących z klubu - Juana Sebastiana Verona i Pavla Nedveda. Wraz z zespołem Biancocelesti zdobył swój drugi Puchar Włoch. Latem 2004 roku, wraz z Bernardo Corradim dołączył do hiszpańskiej Valencii, gdzie sprowadził ich rodak - Claudio Rannieri. Z hiszpańskiego klubu był regularnie wypożyczany min. do Fiorentiny czy Livorno, definitywnie odchodząc w 2007 roku do Mantovy.
Karierę piłkarską zakończył w 2011 roku  w barwach rodzimej Cosenzy.

## Kariera reprezentacyjna
W latach 2000–2004 był członkiem reprezentacji Włoch, z którą wziął udział w Euro 2000 (srebrny medal) i Euro 2004.

## Sukces

### Klubowe
Parma
- Puchar Włoch: 1998–99
- Puchar UEFA: 1994–95, 1998–99

Lazio
- Puchar Włoch: 2003–04

Valencia
- Superpuchar Europy: 2004

Udinese
- Puchar Intertoto: 2000

### Reprezentacyjne
Włochy
- Drugie miejsce na Mistrzostwach Europy: 2000